# アウストラロティタン
アウストラロティタン（学名 : Australotitan）は、後期白亜紀（セノマニアン～チューロニアン）のオーストラリアに生息した竜脚類の1種である。

## 概要
最初の化石は2007年にクイーンズランド州南西部に位置するクーパー・クリーク近くの農場で発見されたことから長らく「クーパー」と呼ばれていた。発見されたのは不完全な左肩甲骨、部分的な左上腕骨と完全な右上腕骨、右尺骨、右と左の恥骨と坐骨、部分的な右と左の大腿骨を含む部分的な骨格と断片化された大腿骨、尺骨、仙骨前椎、肋骨であり、2021年にスコット・ホックナルにより新種として記載された。
推定される全長はおよそ30メートル、体高は4.9メートル以上とオーストラリア最大級の恐竜の1つに数えられるとされている。

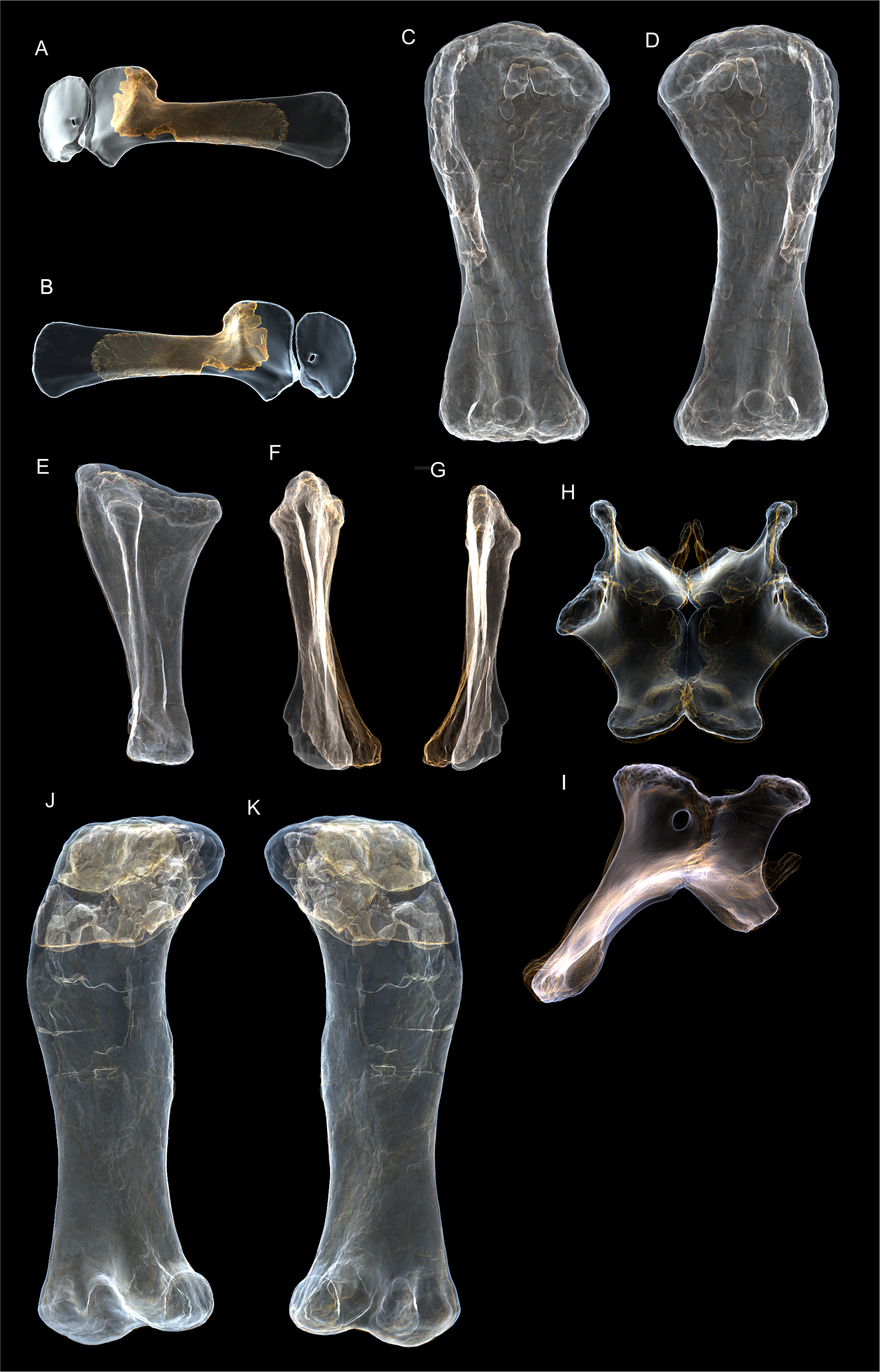
発見された化石。